# Gieckau
Gieckau is een plaats en voormalige gemeente in de Duitse deelstaat Saksen-Anhalt, en maakt deel uit van de Landkreis Burgenlandkreis.

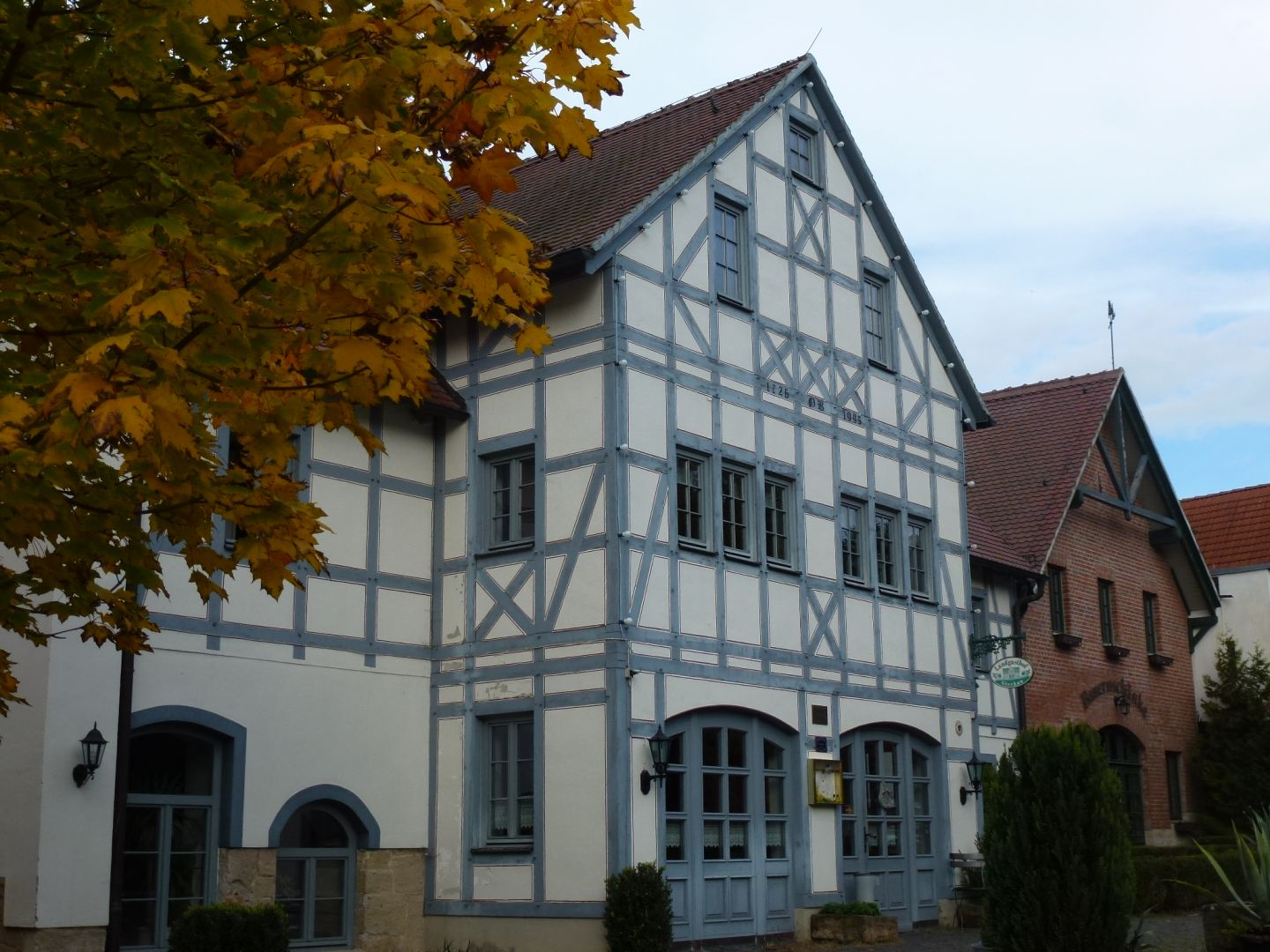
Gieckau

Gieckau telt 351 inwoners.